# Apeadeiro de Quinta Nova
O Apeadeiro de Quinta Nova foi uma gare da Linha do Sabor, situada no concelho de Torre de Moncorvo, em Portugal.

## História
Esta interface situava-se no lanço da Linha do Sabor entre Pocinho e de Carviçais, que entrou ao serviço no dia 17 de Setembro de 1911. A linha foi encerrada a 1 de Agosto de 1988.